# 木村義雄 (実業家)
木村 義雄（きむら よしお、1883年2月14日 - 1957年7月6日）は、日本の政治家。衆議院議員（1期）。

## 経歴
福岡県出身。1911年、東京帝国大学政治科卒。日本石油(株)に入り、販売課長、道路部長、同社嘱託、朝鮮石油(株)専務取締役、大栄倉庫(株)社長となる。
1930年の第17回衆議院議員総選挙において福岡3区から立憲民政党公認で立候補して当選し、衆議院議員を1期務めた。1932年の第18回衆議院議員総選挙で落選した。1957年死去。